# Gaulosen

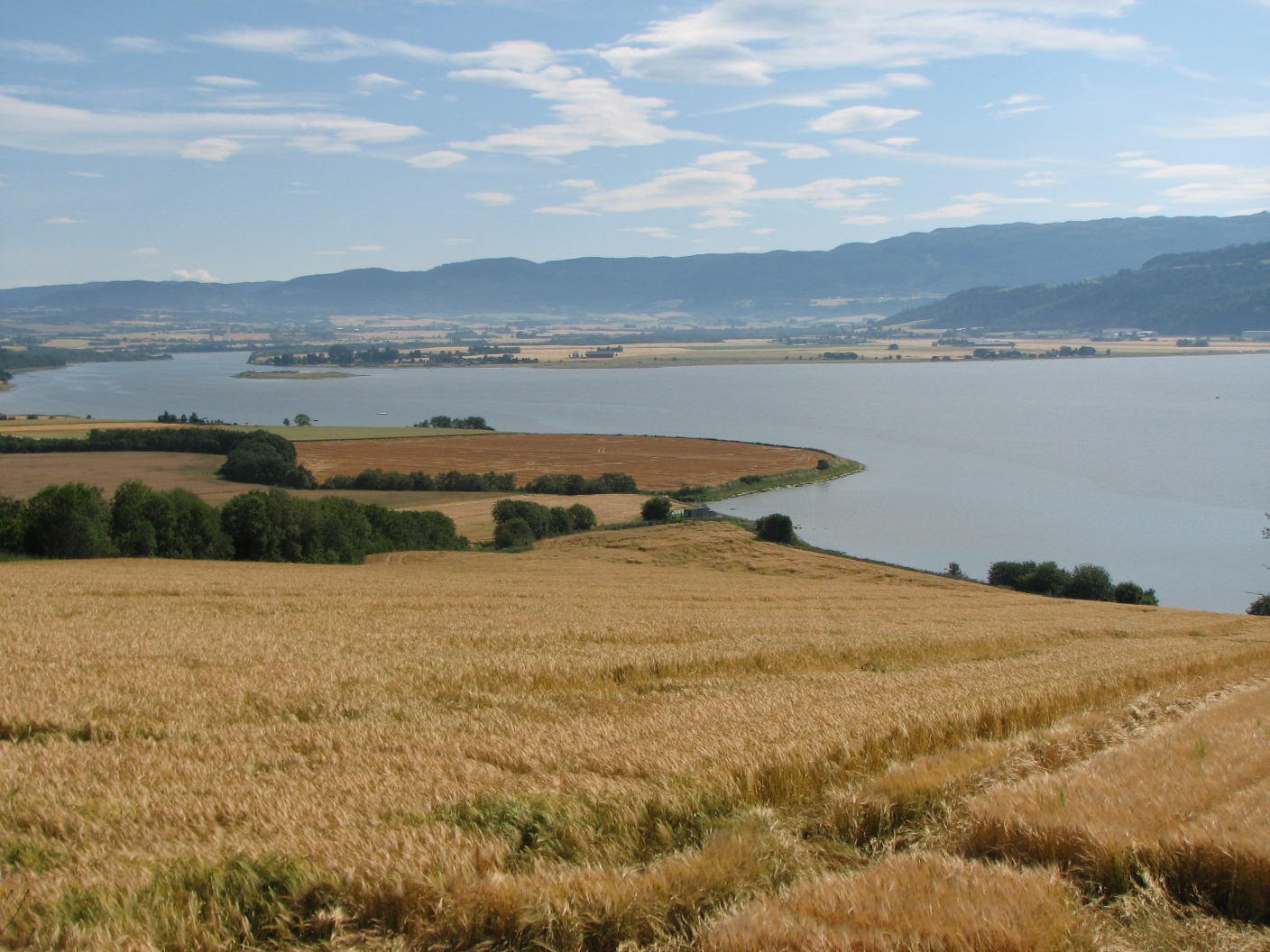
Gaulosen sedd från Byneset.

Gaulosen är en sydlig fjordarm till Trondheimsfjorden, på gränsen mellan Melhus, Skauns och Trondheims kommuner i den sydvästra delen av Trøndelag fylke i mellersta Norge. Den möter den västligare fjordarmen Orkdalsfjorden och ansluter till den övriga Trondheimsfjorden vid en del av denna som kallas Korsfjorden. Längst inne i Gaulosen har älven Gaula sin mynning. Längre västerut, vid Gaulosens södra strand, ligger tätorterna Buvika/Ilhaugen och Børsa.